# Dimajwe
Dimajwe is een dorp in het district Central in Botswana. De plaats telt 1423 inwoners (2011).